# Waldemar Hartmann

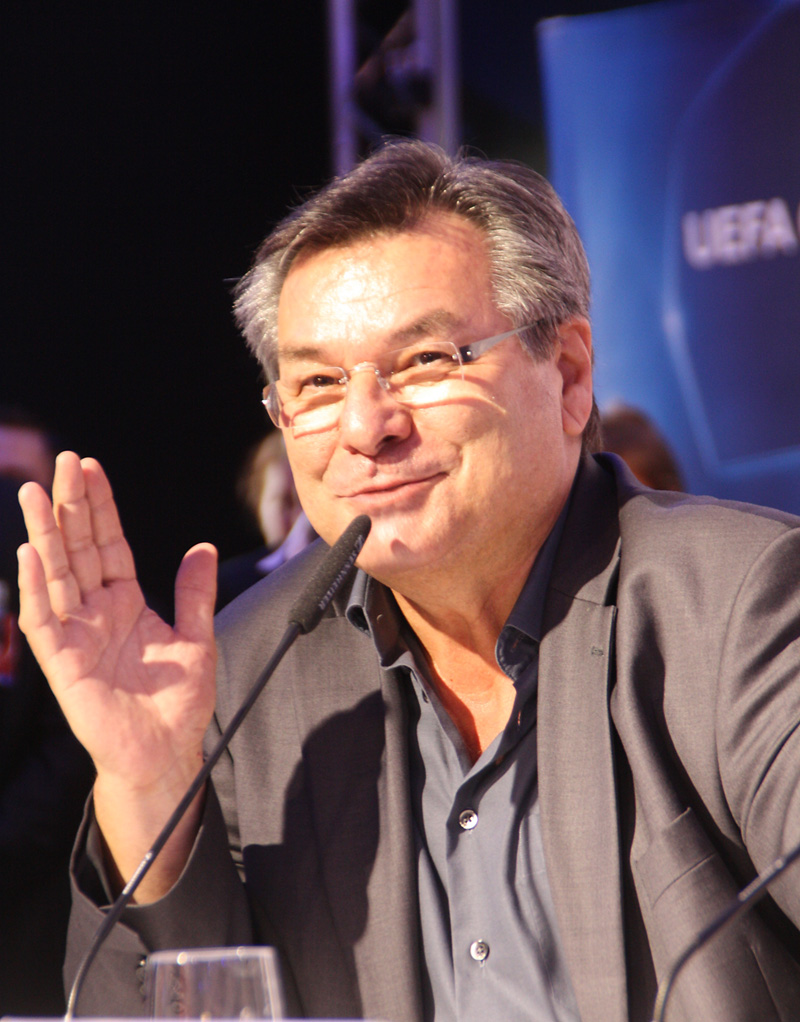
Waldemar Hartmann (2010)

Waldemar „Waldi“ Hartmann (* 10. März 1948 in Nürnberg) ist ein deutsch-schweizerischer Journalist, Kolumnist, Fernsehmoderator und Sportreporter.

## Leben
Hartmann wurde als Sohn eines Hausmeisters und einer Putzfrau 1948 in Nürnberg geboren. Mit 18 Jahren verließ er seine Eltern und seine drei Geschwister, um als Discjockey in Augsburg zu arbeiten. Diese Stelle wurde ihm vom damals noch unbekannten Roy Black vermittelt, den er über einen gemeinsamen Auftritt seiner Schülerband kannte. Dafür brach er seine Lehre zum Versicherungskaufmann ab. Seine journalistische Laufbahn begann Hartmann 1970 mit einem Volontariat bei der Wochen-Boulevardzeitung Schwäbische Neue Presse, daneben fertigte er für die Augsburger Allgemeine Sportberichte als freier Mitarbeiter. 1971 eröffnete Hartmann die Kneipen „Waldis Pub“ und „Waldis Club“ in Augsburg, in dem bald Fußballspieler zu seinen Stammgästen zählten. Dort traf er auch Kurt Hogl, Chef der Bayern-Abteilung beim Bayerischen Rundfunk, der Hartmann dazu bewog, als freier Mitarbeiter Hörfunksendungen in München zu moderieren. Hartmann entschied sich dafür und verkaufte die Kneipe. Neben der Arbeit war er häufig im „Alten Simpl“ anzutreffen, wo sich auch viele Mitarbeiter des Bayerischen Rundfunks regelmäßig aufhielten. Durch ein Treffen mit H. Felix Heidenberger 1976 wurde er Rundschau-Moderator. Auch im Sportbereich war Hartmann Mitte der 1980er Jahre tätig. Während der Fußball-Weltmeisterschaft 1990 in Italien moderierte er die tägliche Mittagssendung der ARD. Für die Olympischen Winterspiele 1994 in Lillehammer und die Olympischen Sommerspiele 2000 in Sydney war er ebenfalls tätig. Danach leitete er die Redaktion Sport des Bayerischen Rundfunks, wobei er nach einiger Zeit wieder als freier Mitarbeiter tätig war.
Während der Olympischen Winterspiele 2006 in Turin moderierte Hartmann gemeinsam mit Harald Schmidt die Late-Night-Show Olympia mit Waldi & Harry. Diese Zusammenarbeit fand während der Fußball-WM 2006 eine Neuauflage mit Waldis WM-Club und setzte sich bei den Olympischen Sommerspielen 2008 in Peking fort.
Hartmann moderierte bis 2008 gelegentlich die Sendung Blickpunkt Sport des Bayerischen Rundfunks und war häufig bei Länderspielen oder Pokalspielen im Fußball als Interviewpartner für die ARD tätig. So war es „Tradition“, dass er nach der erreichten Meisterschaft des FC Bayern München nach einem Fußballspiel als Reporter auf dem Fußballfeld unterwegs war und dort von Spielern des FC Bayern München die „Weißbierdusche“ erhielt, also mit Weißbier – selten auch mit einfachem Wasser – aus entsprechend groß dimensionierten Weißbiergläsern überschüttet wurde. Außerdem war er Kolumnist der Zeitung SonntagsBlick und der Graubündner Lokalzeitung Bündner Tagblatt und Autor des Golfmagazins Golfsport, dazu neben Günter Netzer Mitherausgeber des Buches WM 1930–2002.
Im Januar 2009 unterschrieb er einen einjährigen Vertrag beim MDR als Boxmoderator. Am 5. September 2012 wurde der Vertrag mit der ARD zum Ende des Jahres 2012 in beidseitigem Einvernehmen aufgelöst.
Hartmann ist aktives Mitglied der Mittelstands- und Wirtschaftsunion und warb im Wahlkampf für die CDU. Auch im Fernsehkanal Phoenix war er als CDU-Vertreter am 7. Oktober 2021 in der Phoenix-Runde dabei.
Seit August 2023 moderiert Waldemar Hartmann die Sportsendung Waldis dritte Halbzeit beim Onlinemedium Nius.
Seit Sommer 2024 hat sich sein Schwerpunkt bei NIUS verändert. Jeden Montag analysiert und diskutiert er von 7-9 Uhr auf YouTube das aktuelle politische Geschehen bei NIUS live.

## Rezeption
Als kennzeichnend für Hartmann gilt ein jovialer Interviewstil und der Verzicht auf journalistische Distanz in seinen Gesprächen mit Sportlern. Weil er dabei häufig die Du-Anrede gebraucht, bezeichnete Hartmann sich 2008 selbst als „Duz-Maschine“; er pflege diese Eigenart seit 20 Jahren.
Hohe Bekanntheit erreichte ein Interview am 6. September 2003 mit DFB-Teamchef Rudi Völler, in dem Hartmann zum Ziel von dessen Wutausbruch nach dem Unentschieden der deutschen Nationalmannschaft gegen Island in der Qualifikation zur EM 2004 wurde. Völler, der die Leistungsanalyse der Kommentatoren Günter Netzer und Gerhard Delling als ungerechtfertigt empfand, attackierte dann Hartmann, er habe „drei Weizenbier getrunken“ und könne somit ganz „locker“ negativ über die deutsche Mannschaft berichten. Erwähnenswert ist zudem, dass Hartmann Völler zuerst siezte, um im Laufe des Gesprächs zum Du zurückzukehren. Die Paulaner-Brauerei griff den vielbeachteten Vorfall kurz darauf in einer Werbeanzeige für Weißbier auf und engagierte Hartmann als langjähriges Testimonial für Fernseh-Werbespots. Der bezeichnete dieses Engagement später scherzhaft als seine „Rudi-Rente“.
Bei der Anmoderation des Walujew-WM-Kampfes am 20. Januar 2007 in Basel erklärte Hartmann den Schwergewichtsboxer Jürgen Blin live vor 7,43 Millionen Zuschauern fälschlicherweise für tot.
In der Prominentenausgabe der RTL-Quizsendung Wer wird Millionär? am 21. November 2013 gab Hartmann bei der Fußballfrage, welche der Fußballnationen Brasilien, Deutschland, Argentinien und Frankreich noch nie eine Weltmeisterschaft im eigenen Land gewonnen habe, als „Telefonjoker“ eine falsche Antwort: Obwohl Deutschland 1974 im eigenen Land Weltmeister geworden war („Brasilien“ wäre richtig gewesen), behauptete Hartmann das Gegenteil und verwies auf sein Buch Dritte Halbzeit, in dem man dies nachlesen könne. Dafür erntete er Verwunderung und Kritik seitens der Medien und vieler Fans; scherzhaft wurde von der Presse der Begriff „Waldigate“ geprägt.
Am 11. Juni 2018 wurde Hartmann bei einem weiteren Promi-Special von Wer wird Millionär? erneut als „Telefonjoker“ hinzugezogen: Comedian Chris Tall nominierte ihn bei der 32.000-Euro-Frage „Welche ist die einwohnerreichste Stadt Deutschlands, die noch nie einen Erstligisten im Männerfußball stellte?“ Nach Hartmanns irriger Meinung sei, neben der korrekten Antwort „Bonn“, auch Fürth noch nie in der Bundesliga gewesen. Da Tall durch den nachfolgenden Einsatz des „50:50-Jokers“ diese falsche Antwort eliminieren konnte, waren die spielerischen Folgen im Gegensatz zu 2013 relativ gering. Hartmanns ironische Reaktion auf sein erneutes Versagen – Zitat: „Als Nürnberger muss man das nicht wissen“, was auf die traditionelle fußballerische Rivalität der beiden Nachbarstädte Nürnberg und Fürth anspielt – wurde von der Presse überwiegend humorvoll aufgenommen.

## Privates
Von 2000 bis 2015 wohnte Hartmann in Chur in der Schweiz und erwarb dort auch die Schweizer Staatsbürgerschaft, sodass er deutsch-schweizerischer Doppelstaatler ist. Von November 2015 an wohnte Hartmann in Berlin, seit September 2019 mit seiner Frau Petra in Leipzig. Er ist zum dritten Mal verheiratet und hat zwei Kinder aus den geschiedenen Ehen.
Hartmann ist Anhänger des 1. FC Nürnberg. Sein äußeres Markenzeichen war rund drei Jahrzehnte lang ein markanter Schnauzbart, den er aber 1999 infolge eines angeblichen Rasierunfalls dauerhaft abnahm. Ende 2013 ließ er sich, im Rahmen einer Spendenaktion zugunsten der Prostatakrebs-Forschung, für kurze Zeit erneut einen Oberlippenbart („Oliba“) stehen. Seitdem tritt Hartmann glattrasiert auf.

## Schriften
- Born to be Waldi – Live aus dem Studio des Lebens, Heyne Verlag, München 2009, ISBN 978-3-453-60141-3.
- Populäre Bayern-Irrtümer: Ein Lexikon, Edition q im Be.bra-Verlag, Berlin 2010, ISBN 978-3-86124-647-3.
- Dritte Halbzeit – Eine Bilanz, Heyne, München 2013, ISBN 978-3-453-16921-0.